# 朱道光
朱道光，字君孚，號吉晖，江西南昌府丰城县民籍。明朝政治人物。

## 生平
萬曆三十七年（1609年）己酉科江西鄉試舉人，天启二年（1622年）壬戌科進士。工部观政，八月授广东阳江县知县。